# Джордж Шърман
Джордж Шърман (на английски: George Sherman) е американски режисьор и продуцент.

## Биография
Джордж Шърман е роден на 14 юли 1908 година в Ню Йорк. На 14 години той отплава на борда на SS Mongolia до Лос Анджелис, Калифорния, където си намира работа в пощенската стая в студиото на „Уорнър Брос“ чрез приятел филмов редактор.

### Кариера
Шърман е признат за работата по реквизита на „Джентълмените предпочитат блондинки“ (1928).
Работи като асистент-режисьор в комедията на Мак Сенет „Лъвът и къщата“ (1932), след това в късометражния филм „Хипнотизирани“ (1932) и редица други късометражни филми. През 1937 г., докато работи като асистент-режисьор, той режисира първия си филм „Родео с див кон“ за „Репъблик пикчърс“. Шърман продължава да режисира нискобюджетни уестърн филми за „Репъблик пикчърс“ от 1938 – 1944 г., като през този период работи с Джон Уейн, Джийн Отри, Вера Ралстън, Ерих фон Щрохайм и Ричард Арлен.
След изтичането на договора му с „Репъблик пикчърс“ Шърман режисира филми за Кълъмбия Пикчърс от 1945 – 48 г.
Шърман режисира за Юнивърсъл Студиос от 1948 – 56 г. През този период режисира редица нискобюджетни филми, предимно уестъни, като работи с актьорите Ивон де Карло, Дан Дюрия, Доналд О'Конър, Джеф Чандлър, Морийн О'Хара, Джоел Маккрий, Ерол Флин, Виктор Матюр.
След 1955 година Шърман започва да работи на свободна практика. Последният му игрален филм е „Големия Джейк“ (1971) с Джон Уейн, Шърман е бил в лошо здраве по време на снимките и според съобщенията Уейн е поел режисирането на някои сцени.
Шърман се оттегля от киното през 1978 г.
През 1962 г. Шърман получава наградата Bronze Wrangler от Националния музей на каубоите и западното наследство за продуцирането на „Команчеросите“ (1961). През 1988 г. получава наградата „Златна обувка“ за значителния си принос към жанра на уестърн филма.

### Смърт
Джордж Шърман умира от сърдечна и бъбречна недостатъчност в медицинския център Cedars Sinai в Лос Анджелис на 15 март 1991 г. на 82-годишна възраст. Той е оцелял от жена си, четири дъщери и брат.

## Филмография
| Година | Филм           | Оригинално заглавие |
| ------ | -------------- | ------------------- |
| 1953   | Отряд „Стрела“ | War Arrow           |
| 1971   | Големия Джейк  | Big Jake            |